# Liste der Geotope im Landkreis Heidenheim
Diese sortierbare Liste der Geotope im Landkreis Heidenheim enthält die Geotope des baden-württembergischen Landkreises Heidenheim, die amtlichen Bezeichnungen für Namen und Nummern sowie deren geographische Lage. Die Geotope sind im Geotop-Kataster Baden-Württemberg dokumentiert und umfassen Aufschlüsse von Gesteinen, Böden, Mineralien und Fossilien sowie besondere Landschaftsteile.

## Liste
Im Landkreis sind 212 Geotope (Stand 25. Januar 2021) vom Landesamt für Geologie, Rohstoffe und Bergbau (LGRB) ausgewiesen:
| Steckbrief Nr. (PDF) | Name                                                                               | Geotoptyp           | Gemeinde/Stadt, Gemarkung                          | Koordinaten                      | Bild | Bemerkungen |
| -------------------- | ---------------------------------------------------------------------------------- | ------------------- | -------------------------------------------------- | -------------------------------- | ---- | --- |
| 1333                 | Sandgrube WSW von Ballmertshofen                                                   | Aufschluss          | Dischingen Gemarkung Ballmertshofen                | 48° 40′ 9,6″ N, 10° 22′ 1,7″ O   |      | Geologische Einheit: Obere Meeresmolasse Status: geschützt (Naturdenkmal Sandgrube bei Ballmertshofen)                                                                                         |
| 1334                 | Steinbruch Dörrbergle N von Demmingen                                              | Aufschluss          | Dischingen Gemarkung Demmingen                     | 48° 40′ 47,2″ N, 10° 25′ 58,8″ O |      | Geologische Einheit: Auswurfgesteine Ries-Ereignis Status: geschützt (Naturdenkmal Steinbruch Dörrbergle)                                                                                      |
| 1335                 | Blockstrand in aufg. Sandgrube am südöstl. Wasserberg bei Dischingen               | Aufschluss          | Dischingen                                         | 48° 42′ 9,1″ N, 10° 21′ 34,1″ O  |      | Geologische Einheit: Obere Meeresmolasse Status: geschützt (Naturdenkmal Klifflinie bei Dischingen)                                                                                            |
| 1336                 | Aufgelassener Steinbruch im Egautal SE von Neresheim                               | Aufschluss          | Dischingen                                         | 48° 43′ 58″ N, 10° 20′ 58,3″ O   |      | Geologische Einheit: Massenkalk-Formation Status: mit geschützt (NSG Steinbruchterrassen im Egautal)                                                                                           |
| 1337                 | Kiesgruben im Englischen Park bei Schloss Taxis SE von Dischingen                  | Aufschluss          | Dischingen                                         | 48° 41′ 47,3″ N, 10° 22′ 11,6″ O |      | Geologische Einheit: Auswurfgesteine Ries-Ereignis Status: geschützt (Naturdenkmal Kiesgruben im Englischen Wald bei Schloß Taxis)                                                             |
| 1338                 | Gallengehrenquelle S von Dischingen                                                | Quelle              | Dischingen                                         | 48° 41′ 30,4″ N, 10° 21′ 23,7″ O |      | Geologische Einheit: Massenkalk-Formation Status: geschützt (Naturdenkmal Gallengehrenquelle)                                                                                                  |
| 1339                 | Sandgrube W der Guldesmühle S von Dischingen                                       | Aufschluss          | Dischingen                                         | 48° 41′ 5,2″ N, 10° 21′ 22,1″ O  |      | Geologische Einheit: Obere Meeresmolasse Bunte Brekzie Status: geschützt (Naturdenkmal Sandgrube westlich der Guldesmühle)                                                                     |
| 1340                 | Dolinenfeld im Gewann Berghof ENE von Dettingen im Albuch                          | Dolinen             | Gerstetten Gemarkung Dettingen                     | 48° 36′ 47,4″ N, 10° 8′ 33″ O    |      | Geologische Einheit: Oberjura Status: geschützt (Naturdenkmal Dolinenfeld nordöstl. Dettingen)                                                                                                 |
| 1341                 | Erdfälle im Falkensteiner Feld E von Dettingen (Albuch)                            | Dolinen             | Gerstetten Gemarkung Dettingen                     | 48° 35′ 51,1″ N, 10° 9′ 5″ O     |      | Geologische Einheit: Oberjura Status: geschützt (Naturdenkmal Erdfälle im Falkensteiner Feld)                                                                                                  |
| 1342                 | Dolinen bei der Ziegelei Dettingen                                                 | Dolinen             | Gerstetten Gemarkung Dettingen                     | 48° 35′ 12,1″ N, 10° 8′ 13,8″ O  |      | Geologische Einheit: Oberjura Status: geschützt (Naturdenkmal Dolinen bei der Lehmgrube Dettingen)                                                                                             |
| 1343                 | Doline im Gewann Lerchenbühl SE von Dettingen NE von Hausen                        | Dolinen             | Gerstetten Gemarkung Dettingen                     | 48° 35′ 3,1″ N, 10° 9′ 40,5″ O   |      | Geologische Einheit: Oberjura Status: geschützt (Naturdenkmal Doline im Gewann Amthau) |
| 1344                 | Heuchstetter Höhle (Mordloch) NNE von Heuchstetten                                 | Höhle               | Gerstetten                                         | 48° 38′ 57,4″ N, 10° 0′ 35,7″ O  |      | Geologische Einheit: Obere Felsenkalk-Formation Status: geschützt (Naturdenkmal Heuchstetter Höhle)                                                                                            |
| 1345                 | Heldenfinger Kliff am NE-Rand von Heldenfingen                                     | Felsformation       | Gerstetten Gemarkung Heldenfingen                  | 48° 36′ 24,3″ N, 10° 4′ 26,2″ O  |      | Geologische Einheit: Obere Meeresmolasse Status: geschützt (Naturdenkmal Heldenfinger Kliff)                                                                                                   |
| 1346                 | Hungerbrunnenquelle im Hungerbrunnental NE von Altheim (Alb)                       | Quelle              | Gerstetten Gemarkung Heuchlingen                   | 48° 35′ 21,8″ N, 10° 3′ 39,8″ O  |      | Geologische Einheit: ? Status: geschützt (Naturdenkmal Hungerbrunnenquelle) |
| 1347                 | Doline ca. 600 m SW vom Heuhof                                                     | Doline              | Giengen an der Brenz                               | 48° 39′ 33,1″ N, 10° 12′ 47″ O   |      | Geologische Einheit: ? Status: geschützt (Naturdenkmal Sukzessionsflächen im Stockmähder) |
| 1348                 | Wassergefüllte Doline ca. 500 m S vom Heuhof                                       | Doline              | Giengen an der Brenz                               | 48° 39′ 31,1″ N, 10° 12′ 58,2″ O |      | Geologische Einheit: ? Status: geschützt |
| 1349                 | Irpfelhöhle W Giengen an der Brenz                                                 | Höhle               | Giengen an der Brenz                               | 48° 37′ 38,1″ N, 10° 13′ 22,8″ O |      | Geologische Einheit: Massenkalk-Formation Status: geschützt (Naturdenkmal Irpfelhöhle) |
| 1350                 | Bärenfelsgrotte am N-Hang des Brenztals S von Giengen an der Brenz                 | Höhle               | Giengen an der Brenz                               | 48° 37′ 5,3″ N, 10° 14′ 32,8″ O  |      | Geologische Einheit: Massenkalk-Formation Status: geschützt (Naturdenkmal Bärenfelsgrotte (nördlich Flurstück-Nr. 267/1, Bruckersberg))                                                        |
| 1351                 | Spitalhöhle am N-Hang des Brenztals S von Giengen an der Brenz                     | Höhle               | Giengen an der Brenz                               | 48° 37′ 3″ N, 10° 14′ 38,6″ O    |      | Geologische Einheit: Massenkalk-Formation Status: geschützt (Naturdenkmal Klingenschutzdach und Spitalhöhle (Bruckersberg))                                                                    |
| 1352                 | Aufg. Steinbruch mit Bärenhöhle S von Giengen an der Brenz                         | Höhle               | Giengen an der Brenz                               | 48° 37′ 0,7″ N, 10° 14′ 43,4″ O  |      | Geologische Einheit: Massenkalk-Formation Status: geschützt (Naturdenkmal Giengener Steinbruchhöhle (Bärenhöhle))                                                                              |
| 1353                 | Hürbe-Ursprung, Hürben                                                             | Quelle              | Giengen an der Brenz Gemarkung Hürben              | 48° 35′ 37,1″ N, 10° 12′ 16″ O   |      | Geologische Einheit: Massenkalk-Formation Status: geschützt (Naturdenkmal Hürbe-Ursprung) |
| 1354                 | Fuchsenhöhle, Hürben                                                               | Höhle               | Giengen an der Brenz Gemarkung Hürben              | 48° 35′ 35,5″ N, 10° 12′ 14,9″ O |      | Geologische Einheit: Massenkalk-Formation Status: geschützt (Naturdenkmal Fuchsenhöhle Hürben (an der Ostgrenze Friedhof))                                                                     |
| 1355                 | Doline im Gewann Räuhe bei der Hausener Lücke SW von Hürben                        | Doline              | Giengen an der Brenz Gemarkung Hürben              | 48° 35′ 4,4″ N, 10° 10′ 13,2″ O  |      | Geologische Einheit: Grenzbereich Obere Felsenkalk-Formation / Liegende Bankkalk-Formation Status: geschützt (Naturdenkmal Doline im Gewann Räuhe (westlich A7 Flurnr. 3091 Gemarkung Hürben)) |
| 1356                 | Wagnersgrube im Wald zwischen Heidenheim und Nattheim                              | Aufschluss          | Heidenheim an der Brenz                            | 48° 41′ 2,8″ N, 10° 12′ 49,6″ O  |      | Geologische Einheit: Bohnerz Status: geschützt (Naturdenkmal Wagnersgrube) |
| 1357                 | Charlottenhöhle S Hürben                                                           | Höhle               | Giengen an der Brenz Gemarkung Hürben              | 48° 35′ 1,4″ N, 10° 12′ 28,8″ O  |      | Geologische Einheit: Obere Felsenkalk-Formation Status: geschützt (Naturdenkmal Charlottenhöhle)                                                                                               |
| 1358                 | Fritzenhöhle S von Hürben                                                          | Höhle               | Giengen an der Brenz Gemarkung Hürben              | 48° 35′ 1,4″ N, 10° 12′ 26,3″ O  |      | Geologische Einheit: ? Status: geschützt (Naturdenkmal Fritzenhöhle (westliche der Kaltenburg, Gemarkung Hürben))                                                                              |
| 1359                 | Kagstein SE von Hürben                                                             | Felsformation       | Giengen an der Brenz Gemarkung Hürben              | 48° 35′ 2,8″ N, 10° 12′ 48,3″ O  |      | Geologische Einheit: Massenkalk-Formation Status: geschützt (Naturdenkmal Kagstein) |
| 1360                 | Dolinen W von Nietheim                                                             | Doline              | Heidenheim an der Brenz Gemarkung Grosskuchen      | 48° 45′ 43,9″ N, 10° 11′ 33,2″ O |      | Geologische Einheit: Liegende Bankkalk-Formation Status: geschützt (Naturdenkmal Hülbe u. Doline westl. Nietheim)                                                                              |
| 1361                 | Aufg. Sandgrube im Waldgebiet Egelsee W von Rotensohl                              | Aufschluss          | Heidenheim an der Brenz Gemarkung Grosskuchen      | 48° 44′ 13,7″ N, 10° 11′ 21,2″ O |      | Geologische Einheit: Urbrenzschotter Status: geschützt (Naturdenkmal Schotteraufschluß der Urbrenz)                                                                                            |
| 1362                 | Aufg. Steinbruch Kraft am Moldenberg NE von Heidenheim                             | Aufschluss          | Heidenheim an der Brenz                            | 48° 41′ 56,9″ N, 10° 10′ 38,9″ O |      | Geologische Einheit: Brenztal-Trümmerkalk Status: geschützt (Naturdenkmal Steinbruch am Moldenberg)                                                                                            |
| 1363                 | Bohnerzgrube/Hülbe in der Winterhalde ca. 900 m E von Schnaitheim                  | Landschaftselement  | Heidenheim an der Brenz                            | 48° 42′ 28,2″ N, 10° 10′ 46,9″ O |      | Geologische Einheit: ? Status: geschützt (Naturdenkmal Saatschulhülbe) |
| 1364                 | Bohnerzgrube Gehrenhülbe im Gehren zwischen Schnaitheim und Nattheim               | Aufschluss          | Heidenheim an der Brenz                            | 48° 42′ 26,1″ N, 10° 12′ 5,2″ O  |      | Geologische Einheit: ? Status: geschützt (Naturdenkmal Gehrenhülbe) |
| 1365                 | Brunnenmühlenquelle im Stadtbereich von Heidenheim                                 | Quelle              | Heidenheim an der Brenz                            | 48° 39′ 58,1″ N, 10° 9′ 3,2″ O   |      | Geologische Einheit: Massenkalk-Formation Status: geschützt (Naturdenkmal Bronnenmühlquelle)                                                                                                   |
| 1366                 | Tongrube im Brandelshäuser Hau N von Schnaitheim                                   | Aufschluss          | Heidenheim an der Brenz                            | 48° 44′ 33,9″ N, 10° 10′ 10,7″ O |      | Geologische Einheit: Tertiäre Tone Status: geschützt (Naturdenkmal Tongrube im Brandels-Häuser Hau)                                                                                            |
| 1367                 | Schlossfelsen beim Schloss Hellerstein Heidenheim/Brenz                            | Felsformation       | Heidenheim an der Brenz                            | 48° 40′ 31,1″ N, 10° 9′ 1,6″ O   |      | Geologische Einheit: Massenkalk-Formation Status: geschützt (Naturdenkmal Schloßfelsen) |
| 1368                 | Felshang im Ugental NE von Mergelstetten                                           | Felsformation       | Heidenheim an der Brenz                            | 48° 39′ 41,1″ N, 10° 7′ 42,2″ O  |      | Geologische Einheit: Massenkalk-Formation Status: geschützt (Naturdenkmal Felshang im Ugental)                                                                                                 |
| 1369                 | Birkelhöhle im Waldgebiet Buchschorren NE von Heidenheim an der Brenz              | Höhle               | Heidenheim an der Brenz                            | 48° 41′ 26,1″ N, 10° 11′ 46,6″ O |      | Geologische Einheit: Massenkalk-Formation Status: geschützt (Naturdenkmal Birkelhöhle) |
| 1370                 | Doline und Höhle Michelegerholzschacht im Osterholz NE von Heidenheim              | Doline Höhle        | Heidenheim an der Brenz                            | 48° 41′ 9″ N, 10° 11′ 35,9″ O    |      | Geologische Einheit: Massenkalk-Formation Status: geschützt (Naturdenkmal Michelegerholzschacht)                                                                                               |
| 1371                 | Bohnerzgrube Stiefelzieher im Waldgebiet St. Margaret SW von Nattheim              | Aufschluss          | Heidenheim an der Brenz                            | 48° 41′ 0,3″ N, 10° 13′ 10,1″ O  |      | Geologische Einheit: Bohnerz Status: geschützt (Naturdenkmal Stielzieher (ehem. Bohnerzgrube))                                                                                                 |
| 1372                 | Hülben und Dolinen im Waldgebiet Egelsee ca. 1500 m W von Rotensohl                | Hülbe Doline        | Heidenheim an der Brenz Gemarkung Grosskuchen      | 48° 44′ 27,5″ N, 10° 11′ 4,4″ O  |      | Geologische Einheit: ? Status: geschützt (Naturdenkmal Hülben im Waldteil Eglisee) |
| 1373                 | Schachthöhle Vohbergschacht am östl. Stadtrand von Heidenheim an der Brenz         | Schachthöhle        | Heidenheim an der Brenz                            | 48° 40′ 29,4″ N, 10° 10′ 12,4″ O |      | Geologische Einheit: Oberjura Status: geschützt (Naturdenkmal Vohbergschacht) |
| 1374                 | Steinbruch E von Mergelstetten                                                     | Aufschluss          | Heidenheim                                         | 48° 39′ 34,6″ N, 10° 10′ 23,3″ O |      | Geologische Einheit: Zementmergel-Formation Status: geschützt |
| 1375                 | Erdfälle im Hühnerfeld S von Oggenhausen                                           | Dolinen             | Heidenheim an der Brenz                            | 48° 39′ 19,2″ N, 10° 14′ 20″ O   |      | Geologische Einheit: Oberjura Status: geschützt (Naturdenkmal Erdfälle im Hühnerfeld) |
| 1376                 | Kochstein im Lonetal SSE von Bissingen                                             | Felsformation       | Herbrechtingen Gemarkung Bissingen                 | 48° 33′ 19,1″ N, 10° 10′ 52,7″ O |      | Geologische Einheit: Massenkalk-Formation Status: geschützt (Naturdenkmal Kochstein) |
| 1377                 | Kühloch SW Mergelstetten                                                           | Doline              | Herbrechtingen Gemarkung Bolheim                   | 48° 38′ 56,7″ N, 10° 7′ 44,7″ O  |      | Geologische Einheit: Oberjura Status: geschützt (Naturdenkmal Kühloch) |
| 1378                 | Lindachhöhle im Steinbruch W von Bolheim                                           | Höhle               | Herbrechtingen Gemarkung Bolheim 3584060 / 5389280 | 48° 38′ 7,8″ N, 10° 8′ 22,1″ O   |      | Geologische Einheit: Massenkalk-Formation Status: geschützt (Naturdenkmal Lindachhöhle) |
| 1379                 | Klemmerhöhle (Spitzbubenhöhle) am O-Hang des Brenztals S von Herbrechtingen        | Höhle               | Herbrechtingen                                     | 48° 36′ 47,1″ N, 10° 10′ 40,5″ O |      | Geologische Einheit: Massenkalk-Formation Status: mit geschützt (NSG Eselsburger Tal) |
| 1380                 | Steinerne Jungfrauen im Eselsburger Tal                                            | Felsformation       | Herbrechtingen                                     | 48° 36′ 29,2″ N, 10° 10′ 42″ O   |      | Geologische Einheit: Massenkalk-Formation Status: mit geschützt (NSG Eselsburger Tal) |
| 1381                 | Hölzlesloch im Eselsburger Tal                                                     | Höhle               | Herbrechtingen                                     | 48° 36′ 9,1″ N, 10° 10′ 49,8″ O  |      | Geologische Einheit: Massenkalk-Formation Status: mit geschützt (NSG Eselsburger Tal) |
| 1382                 | Hohler Fels bei Eselsburg                                                          | Höhle               | Herbrechtingen                                     | 48° 36′ 4,5″ N, 10° 10′ 57″ O    |      | Geologische Einheit: Massenkalk-Formation Status: mit geschützt (NSG Eselsburger Tal) |
| 1383                 | Gnannenloch (NW vom Brenzhof bei Königsbronn) NW von Brenzell                      | Höhle               | Königsbronn                                        | 48° 44′ 59,9″ N, 10° 4′ 55,1″ O  |      | Geologische Einheit: Obere Felsenkalk-Formation Status: geschützt (Naturdenkmal Gnannenloch)                                                                                                   |
| 1384                 | Quelle bei der Ziegelhütte N vom Brenzelhof                                        | Quelle              | Königsbronn                                        | 48° 45′ 12,1″ N, 10° 5′ 47,2″ O  |      | Geologische Einheit: Untere Felsenkalk-Formation Status: geschützt (Naturdenkmal Quelle bei der Ziegelhütte)                                                                                   |
| 1385                 | Felsen im Kleinen Brenzell WSW der Waldsiedlung von Königsbronn                    | Felsformation       | Königsbronn                                        | 48° 43′ 52″ N, 10° 6′ 3,1″ O     |      | Geologische Einheit: Obere Felsenkalk-Formation Status: geschützt (Naturdenkmal Felsen im „Kleinen Brenzel“)                                                                                   |
| 1386                 | Brenztopf, Königsbronn                                                             | Quelle              | Königsbronn                                        | 48° 44′ 14,5″ N, 10° 6′ 47,2″ O  |      | Geologische Einheit: Massenkalk-Formation Status: geschützt (Naturdenkmal Brenztopf) |
| 1387                 | Kleiner Herwartstein mit Hessenloch S von Königsbronn                              | Felsformation       | Königsbronn                                        | 48° 44′ 7″ N, 10° 6′ 52,9″ O     |      | Geologische Einheit: ? Status: geschützt (Naturdenkmal Kleiner Herwartstein mit Höhle Hessenloch)                                                                                              |
| 1388                 | Grosser Herwartstein S von Königsbronn                                             | Felsformation       | Königsbronn                                        | 48° 44′ 4,7″ N, 10° 6′ 58,7″ O   |      | Geologische Einheit: Massenkalk-Formation Status: geschützt (Naturdenkmal Großer Herwartstein)                                                                                                 |
| 1389                 | Pfeffer-Ursprung, Königsbronn                                                      | Quelle              | Königsbronn                                        | 48° 44′ 27″ N, 10° 7′ 4,6″ O     |      | Geologische Einheit: ? Status: geschützt (Naturdenkmal Pfefferursprung) |
| 1390                 | Dolinen bei der Neuen Weide N von Ochsenberg                                       | Dolinen             | Königsbronn Gemarkung Ochsenberg                   | 48° 45′ 19″ N, 10° 8′ 19,2″ O    |      | Geologische Einheit: Liegende Bankkalk-Formation (Naturdenkmal Dolinen u. Hülbe bei der Neuen Weide)                                                                                           |
| 1391                 | Doline im Vorderen Falchen N von Ochsenberg                                        | Doline              | Königsbronn Gemarkung Ochsenberg                   | 48° 45′ 25,3″ N, 10° 8′ 39,9″ O  |      | Geologische Einheit: Liegende Bankkalk-Formation (Naturdenkmal Doline im vorderen Falchen) |
| 1392                 | Hülbe (Doline) im Gewann Falchen ca. 1700 m NNE von Ochsenberg                     | Doline              | Königsbronn Gemarkung Ochsenberg                   | 48° 45′ 38,3″ N, 10° 9′ 5,6″ O   |      | Geologische Einheit: Oberjura (Naturdenkmal Flurdoline) |
| 1393                 | Dolinen im Gewann Falchen NE von Ochsenberg                                        | Dolinen             | Königsbronn Gemarkung Ochsenberg                   | 48° 45′ 47,6″ N, 10° 9′ 18,6″ O  |      | Geologische Einheit: Geologische Einheit: Oberjura (Naturdenkmal Dolinen im Gewann Falchen) |
| 1394                 | Dolinen im Gewann Sumpf NE von Ochsenberg                                          | Dolinen             | Königsbronn Gemarkung Ochsenberg                   | 48° 44′ 57,6″ N, 10° 8′ 59,8″ O  |      | Geologische Einheit: Geologische Einheit: Obere Felsenkalk-Formation (Naturdenkmal Dolinen im Gewann Sumpf)                                                                                    |
| 1395                 | Aufg. Sandgrube SW von Ochsenberg                                                  | Aufschluss          | Königsbronn Gemarkung Ochsenberg                   | 48° 44′ 39,1″ N, 10° 8′ 29,5″ O  |      | Geologische Einheit: Urbrenzschotter Status: geschützt (Naturdenkmal Brenzschotter-Aufschluß Ochsenberg)                                                                                       |
| 1396                 | Tongruben im Zeller Hau W Rotensohl                                                | Aufschluss          | Königsbronn Gemarkung Ochsenberg                   | 48° 44′ 50,3″ N, 10° 10′ 23,3″ O |      | Geologische Einheit: Tertiäre Tone10.206835(Naturdenkmal Tongruben im Zellerhau) |
| 1397                 | Aufg. Tongrube im Zellerhau N von Schnaitheim                                      | Aufschluss          | Königsbronn Gemarkung Ochsenberg                   | 48° 44′ 40,5″ N, 10° 10′ 23,1″ O |      | Geologische Einheit: Geologische Einheit: Tertiäre Tone Status: geschützt (Naturdenkmal Tongruben im Zellerhau)                                                                                |
| 1398                 | Doline im Gewann Kerbenhof SE Irmannsweiler                                        | Doline              | Königsbronn Gemarkung Zang                         | 48° 43′ 55,9″ N, 10° 2′ 26,4″ O  |      | Geologische Einheit: Liegende Bankkalk-Formation Status: geschützt (Naturdenkmal Doline im Gewann Kerbenhof)                                                                                   |
| 1399                 | Erdfall im Kerbenhof SE von Irmannsweiler                                          | Doline              | Königsbronn Gemarkung Zang                         | 48° 43′ 42,1″ N, 10° 2′ 20,7″ O  |      | Geologische Einheit: Obere Felsenkalk-Formation Status: geschützt (Naturdenkmal Erdfall im Kerbenhof)                                                                                          |
| 1400                 | Doline SW vom Schafhof bei Zang                                                    | Doline              | Königsbronn Gemarkung Zang                         | 48° 43′ 33,5″ N, 10° 3′ 11″ O    |      | Geologische Einheit: ? Status: geschützt (Naturdenkmal Doline südwestl.des Schafhofs) |
| 1401                 | Karstwanne Strut SW vom Schafhof W von Zang                                        | Landschaftselement  | Königsbronn Gemarkung Zang                         | 48° 43′ 39,9″ N, 10° 3′ 20,9″ O  |      | Geologische Einheit: Massenkalk-Formation |
| 1402                 | Erdfälle im Wolfsfeld N vom Schafhof NW von Zang                                   | Dolinen             | Königsbronn Gemarkung Zang                         | 48° 44′ 15,3″ N, 10° 3′ 38,7″ O  |      | Geologische Einheit: ? Status: geschützt (Naturdenkmal Erdfälle im Wolfsöld) |
| 1403                 | Doline Säuhülbe ca. 1000 m N der Ortsmitte von Zang                                | Doline              | Königsbronn Gemarkung Zang                         | 48° 44′ 13,2″ N, 10° 4′ 34,5″ O  |      | Geologische Einheit: ? Status: geschützt (Naturdenkmal Säuhülbe) |
| 1404                 | Steinbruch Steinweiler\|Aufg. Steinbrüche E von Steinweiler                        | Aufschluss          | Nattheim Gemarkung Auernheim                       | 48° 44′ 11,1″ N, 10° 16′ 0,1″ O  |      | Geologische Einheit: Zementmergel-Formation Status: mit geschützt (NSG Steinbruch Steinweiler)                                                                                                 |
| 1405                 | Doline Schimmelgrube am Riederberg ca. 1200 m ESE von Nattheim                     | Doline              | Nattheim                                           | 48° 41′ 37,7″ N, 10° 15′ 21,6″ O |      | Geologische Einheit: ? Status: geschützt (Naturdenkmal Schimmelgrube (Erdfall oder Doline)) |
| 1406                 | Ramensteinhöhle W von Schnaitheim                                                  | Höhle               | Nattheim                                           | 48° 42′ 19″ N, 10° 13′ 34″ O     |      | Geologische Einheit: Massenkalk-Formation Status: geschützt (Naturdenkmal Blinde Näherin (Felsen) und Ramenstein-Höhle)                                                                        |
| 1407                 | Doline N der Unteren Ziegelhütte S von Nattheim                                    | Doline              | Nattheim                                           | 48° 41′ 27,6″ N, 10° 14′ 29″ O   |      | Geologische Einheit: Oberjura Status: geschützt (Naturdenkmal Doline nördlich der Unteren Ziegelhütte)                                                                                         |
| 1408                 | Aufg. Steinbruch W Oberstotzingen                                                  | Aufschluss          | Niederstotzingen Gemarkung Oberstotzingen          | 48° 32′ 6,6″ N, 10° 12′ 24,6″ O  |      | Geologische Einheit: Zementmergel-Formation Status: geschützt |
| 1409                 | Vogelherdhöhle NW von Stetten ob Lontal                                            | Höhle               | Niederstotzingen Gemarkung Stetten                 | 48° 33′ 32,5″ N, 10° 11′ 38,6″ O |      | Geologische Einheit: Massenkalk-Formation Status: geschützt (Naturdenkmal Vogelherd) |
| 1410                 | Doline mit Quelle im Sparenwald NW von Stetten ob Lontal                           | Doline              | Niederstotzingen Gemarkung Stetten                 | 48° 33′ 44,9″ N, 10° 13′ 2,6″ O  |      | Geologische Einheit: Massenkalk-Formation Status: geschützt (Naturdenkmal Doline mit Quelle im Sparenwald)                                                                                     |
| 1411                 | Doline am Sparenwald im Gewann Seeäcker NW von Stetten ob Lontal                   | Doline              | Niederstotzingen Gemarkung Stetten                 | 48° 33′ 21,5″ N, 10° 13′ 10,3″ O |      | Geologische Einheit: Obere Felsenkalk-Formation Status: geschützt (Naturdenkmal Doline am Sparenwald)                                                                                          |
| 1412                 | Stöckelhöhle am Stöckelberg E von Söhnstetten                                      | Höhle               | Steinheim am Albuch Gemarkung Söhnstetten          | 48° 40′ 25,3″ N, 9° 59′ 43,2″ O  |      | Geologische Einheit: Massenkalk-Formation Status: geschützt (Naturdenkmal Stöckelhöhle) |
| 1413                 | Erdfall im Zigeunerwald S von Bartholomä                                           | Doline              | Steinheim am Albuch                                | 48° 43′ 29,7″ N, 9° 59′ 19,9″ O  |      | Geologische Einheit: Liegende Bankkalk-Formation Status: geschützt (Naturdenkmal Erdfall im Zigeunerwald)                                                                                      |
| 1414                 | Erdfall im Waldgebiet Nußhäule S von Bartholomä                                    | Doline              | Steinheim am Albuch                                | 48° 43′ 9,4″ N, 9° 59′ 49,9″ O   |      | Geologische Einheit: Oberjura Status: geschützt (Naturdenkmal Erdfall im Bärenschwang) |
| 1415                 | Erdfall im Gemeintal SE von Irmannsweiler                                          | Doline              | Steinheim am Albuch                                | 48° 44′ 43,5″ N, 10° 2′ 29,3″ O  |      | Geologische Einheit: Oberjura Status: geschützt (Naturdenkmal Erdfall im Gemeintal) |
| 1416                 | Wentalweible NE von Gnannenweiler                                                  | Felsformation       | Steinheim am Albuch                                | 48° 42′ 51,7″ N, 10° 0′ 52,1″ O  |      | Geologische Einheit: Massenkalk-Formation Status: geschützt (Naturdenkmal Wentalweible) |
| 1417                 | Schreiberhöhle im Waldgebiet Kerbenhof SE von Irmannsweiler                        | Höhle               | Steinheim am Albuch                                | 48° 42′ 38,8″ N, 10° 2′ 29,2″ O  |      | Geologische Einheit: Liegende Bankkalk-Formation Status: geschützt (Naturdenkmal Schreiberhöhle)                                                                                               |
| 1418                 | Eidarmhülbe (Doline) im Waldgebiet Kerbenhof ca. 2500 m SSW der Ortsmitte von Zang | Doline              | Steinheim am Albuch                                | 48° 42′ 40,1″ N, 10° 3′ 21,8″ O  |      | Geologische Einheit: ? Status: geschützt (Naturdenkmal Eidarmhülbe) |
| 1419                 | Hirschfelsen mit Höhlen im Hirschtal W von Steinheim am Albuch                     | Felsformation       | Steinheim am Albuch                                | 48° 41′ 45,7″ N, 10° 1′ 56,8″ O  |      | Geologische Einheit: Massenkalk-Formation Status: geschützt (Naturdenkmal Hirschfelsen) |
| 1420                 | Felswand beim Café Hirschtal W von Steinheim am Albuch                             | Felsformation       | Steinheim am Albuch                                | 48° 41′ 34,8″ N, 10° 2′ 59,2″ O  |      | Geologische Einheit: Oberjurakalke Ries-Ereignis Status: geschützt (Naturdenkmal Felswand beim Cafe im Hirschtal)                                                                              |
| 1421                 | Brenztaloolith-Felsgruppe im Busental NE von Steinheim am Albuch                   | Felsformation       | Steinheim am Albuch                                | 48° 41′ 53,7″ N, 10° 5′ 4,8″ O   |      | Geologische Einheit: Brenztal-Trümmerkalk Status: geschützt (Naturdenkmal Brenztal-Oolith-Felsgruppe im Busental)                                                                              |
| 1422                 | Felsgruppe am W-Hang des Steinhirt S von Steinheim am Albuch                       | Felsformation       | Steinheim am Albuch                                | 48° 41′ 9,5″ N, 10° 3′ 40,7″ O   |      | Geologische Einheit: Kalkalgenriff Status: geschützt (Naturdenkmal Sprudelkalkfelsen im Steinhirt)                                                                                             |
| 1423                 | Lettenhülbe auf dem Zentralhügel des Steinheimer Beckens S von Steinheim           | Landschaftselement  | Steinheim am Albuch                                | 48° 41′ 5,8″ N, 10° 3′ 53,3″ O   |      | Geologische Einheit: Opalinuston-Formation Status: geschützt (Naturdenkmal Lettenhülbe) |
| 1424                 | Sprudelkalkfelsen auf dem Steinhirt, Steinheim am Albuch                           | Felsformation       | Steinheim am Albuch 3578580 / 5394670              | 48° 41′ 4,8″ N, 10° 3′ 58,2″ O   |      | Geologische Einheit: Kalkalgenriff Status: geschützt (Naturdenkmal Sprudelkalkfelsen a.d.Steinhirt (Schäfferswäldle))                                                                          |
| 1425                 | Hülben/Dolinen im Waldgebiet Nußhäule ca. 3000 m E der Heidhöfe                    | Dolinen             | Steinheim am Albuch                                | 48° 43′ 2″ N, 9° 59′ 39,7″ O     |      | Geologische Einheit: Oberjura Status: geschützt (Naturdenkmal Bärenschwanghülben) |
| 1426                 | Tiefe Hülbe (Doline) ca. 800 m NNE von Irmannsweiler                               | Doline              | Steinheim am Albuch                                | 48° 45′ 43,8″ N, 10° 1′ 41,1″ O  |      | Geologische Einheit: Oberjura Status: geschützt (Naturdenkmal Tiefe Hülbe) |
| 1427                 | Felswand am Osthang des Galgenberg E von Steinheim am Albuch                       | Felsformation       | Steinheim am Albuch                                | 48° 41′ 21,3″ N, 10° 5′ 3,1″ O   |      | Geologische Einheit: Untere Felsenkalk-Formation Status: geschützt (Naturdenkmal Felswand Galgenberg)                                                                                          |
| 1428                 | Felsgruppe und aufg. Steinbruch am Burgstall bei Sontheim im Stubental             | Felsformation       | Steinheim am Albuch                                | 48° 40′ 29,4″ N, 10° 4′ 8,2″ O   |      | Geologische Einheit: Liegende Bankkalk-Formation Ries-Ereignis Status: geschützt (Naturdenkmal Felsgruppe des Burgstalles)                                                                     |
| 1429                 | Sprudelkalkfelsen im Steinhirt, Steinheim am Albuch                                | Felsformation       | Steinheim am Albuch                                | 48° 41′ 3,6″ N, 10° 3′ 49,4″ O   |      | Geologische Einheit: Kalkalgenriff Ries-Ereignis Status: geschützt (Naturdenkmal Sprudelkalkfelsen im Steinhirt)                                                                               |
| 1430                 | Aufg. Steinbruch NE von Heuchstetten                                               | Aufschluss          | Gerstetten                                         | 48° 38′ 42″ N, 10° 0′ 29,5″ O    |      | Geologische Einheit: Massenkalk-Formation Status: geschützt |
| 1431                 | Steinbruch mit Grundwassersee b. Dischingen                                        | Aufschluss          | Dischingen                                         | 48° 42′ 16,9″ N, 10° 22′ 50,3″ O |      | Geologische Einheit: ? Griesfelswand Status: geschützt (Naturdenkmal Steinbruch mit Grundwassersee)                                                                                            |
| 1432                 | Steinbruch mit Waldweiher S Dischingen                                             | Aufschluss          | Dischingen                                         | 48° 41′ 4,4″ N, 10° 21′ 8,6″ O   |      | Geologische Einheit: Griesfelswand Status: geschützt (Naturdenkmal Alter Steinbruch mit Waldweiher südlich Dischingen)                                                                         |
| 1433                 | Griesbuckel Mühlfeld                                                               | Landschaftselement  | Dischingen Gemarkung Dunstelkingen                 | 48° 43′ 8,9″ N, 10° 25′ 36″ O    |      | Geologische Einheit: Riestrümmermassen Status: geschützt (Naturdenkmal Griesbuckel im Mühlfeld)                                                                                                |
| 1434                 | Griesbuckel Mühlberg                                                               | Landschaftselement  | Dischingen Gemarkung Dunstelkingen                 | 48° 42′ 58,3″ N, 10° 25′ 36,2″ O |      | Geologische Einheit: Riestrümmermassen Status: geschützt (Naturdenkmal Griesbuckel Mühlberg)                                                                                                   |
| 1435                 | Kiesgrube bei Duttenstein                                                          | Aufschluss          | Dischingen Gemarkung Eglingen                      | 48° 41′ 53,2″ N, 10° 26′ 58,2″ O |      | Geologische Einheit: Geologische Einheit: ? Status: geschützt (Naturdenkmal Kiesgrube bei Duttenstein)                                                                                         |
| 1436                 | Griesbuckel Steinbuck                                                              | Landschaftselement  | Dischingen Gemarkung Dunstelkingen                 | 48° 44′ 15,6″ N, 10° 25′ 13,7″ O |      | Geologische Einheit: Riestrümmermassen Status: geschützt (Naturdenkmal Griesbuckel Steinbuck)                                                                                                  |
| 1437                 | Heuchstetter Steinbruch                                                            | Aufschluss          | Gerstetten Gemarkung Heuchstetten                  | 48° 38′ 43,7″ N, 10° 0′ 29,9″ O  |      | Geologische Einheit: ? Status: geschützt |
| 1438                 | Dolinenfeld im Teichhau                                                            | Dolinen             | Gerstetten Gemarkung Dettingen                     | 48° 35′ 11,3″ N, 10° 8′ 15,8″ O  |      | Geologische Einheit: ? Status: geschützt (Naturdenkmal Dolinen bei der Lehmgrube Dettingen) |
| 1439                 | Tongrube (Doline) im Finsterling                                                   | Doline              | Gerstetten Gemarkung Dettingen                     | Koordinaten fehlen! Hilf mit.    |      | Geologische Einheit: Untere Felsenkalk-Formation |
| 1440                 | Felsental am Höllbach                                                              | Landschaftselement  | Giengen an der Brenz                               | Koordinaten fehlen! Hilf mit.    |      | Geologische Einheit: ? Status: geschützt |
| 1441                 | Lehmgrube Höfle                                                                    | Aufschluss          | Giengen an der Brenz                               | 48° 36′ 51,4″ N, 10° 13′ 26,7″ O |      | Geologische Einheit: ? Status: geschützt |
| 1442                 | Bohnerzgrube am Sauren Mahd                                                        | Aufschluss          | Giengen an der Brenz                               | Koordinaten fehlen! Hilf mit.    |      | Geologische Einheit: ? Status: geschützt |
| 1443                 | Doline im Brandhau                                                                 | Doline              | Giengen an der Brenz Gemarkung Burgberg            | Koordinaten fehlen! Hilf mit.    |      | Geologische Einheit: |
| 1444                 | Egelsee                                                                            | Landschaftselement  | Heidenheim an der Brenz Gemarkung Grosskuchen      | 48° 44′ 52,2″ N, 10° 10′ 35,5″ O |      | Geologische Einheit: ? Status: geschützt (Naturdenkmal Egelsee) |
| 1445                 | Hülbe im Adamshäule                                                                | Landschaftselement  | Heidenheim Gemarkung Grosskuchen                   | 48° 44′ 12,1″ N, 10° 11′ 54,7″ O |      | Geologische Einheit: ? Status: geschützt (Naturdenkmal Hülbe im Adamshäule) |
| 1446                 | Schmaudersgrube                                                                    | Landschaftselement  | Heidenheim                                         | 48° 39′ 37″ N, 10° 14′ 43″ O     |      | Geologische Einheit: ? Status: geschützt (Naturdenkmal Schmaudersgrube (ehem. Bohnerzgrube))                                                                                                   |
| 1447                 | Entengrube                                                                         | Landschaftselement  | Heidenheim                                         | 48° 40′ 49,4″ N, 10° 12′ 9,2″ O  |      | Geologische Einheit: ? Status: geschützt (Naturdenkmal Entengrube) |
| 1448                 | Erlengrube                                                                         | Landschaftselement  | Heidenheim                                         | 48° 41′ 15,3″ N, 10° 13′ 23,7″ O |      | Geologische Einheit: ? Status: geschützt (Naturdenkmal Erlengrube (ehem. Bohnerzgrube)) |
| 1449                 | Fischgrube                                                                         | Landschaftselement  | Heidenheim                                         | 48° 40′ 49,9″ N, 10° 13′ 23,9″ O |      | Geologische Einheit: ? Status: geschützt (Naturdenkmal Fischgrube (ehem. Bohnerzgrube)) |
| 1450                 | Tongrube am Wannensträßle                                                          | Aufschluss          | Heidenheim                                         | 48° 44′ 35,5″ N, 10° 11′ 15,5″ O |      | Geologische Einheit: ? Status: geschützt (Naturdenkmal Tongrube am Wannensträßle) |
| 1451                 | Ilgengrube                                                                         | Landschaftselement  | Heidenheim                                         | 48° 41′ 4,5″ N, 10° 13′ 4,5″ O   |      | Geologische Einheit: ? Status: geschützt (Naturdenkmal Ilgengrube (ehem. Bohnerzgrube)) |
| 1452                 | Bernauer Brunnen                                                                   | Quelle              | Herbrechtingen                                     | 48° 37′ 54,8″ N, 10° 11′ 15,8″ O |      | Geologische Einheit: ? Status: geschützt (Naturdenkmal Bernauer Brunnen) |
| 1453                 | Hülbe beim Stürzelhof (Doline)                                                     | Doline              | Königsbronn                                        | 48° 43′ 58,1″ N, 10° 6′ 39,8″ O  |      | Geologische Einheit: ? Status: geschützt (Naturdenkmal Hülbe beim Stürzelhof) |
| 1454                 | Hülbe beim Forsthaus Ochsenberg                                                    | Landschaftselement  | Königsbronn Gemarkung Ochsenberg                   | 48° 45′ 9,6″ N, 10° 8′ 25,8″ O   |      | Geologische Einheit: ? Status: geschützt (Naturdenkmal Hülbe beim Forsthaus Ochsenberg) |
| 1455                 | Flurdoline SW Falchensee                                                           | Doline              | Königsbronn Gemarkung Ochsenberg                   | 48° 45′ 36,5″ N, 10° 9′ 5,3″ O   |      | Geologische Einheit: ? Status: geschützt (Naturdenkmal Flurdoline) |
| 1456                 | Hülbe bei Ochsenberg (Doline)                                                      | Doline              | Königsbronn Gemarkung Ochsenberg                   | 48° 44′ 56,3″ N, 10° 8′ 13″ O    |      | Geologische Einheit: ? Status: geschützt (Naturdenkmal Hülbe bei Ochsenberg) |
| 1457                 | Hülbe westlich Zahnberg (Doline)                                                   | Doline              | Königsbronn                                        | 48° 45′ 8,6″ N, 10° 6′ 42,6″ O   |      | Geologische Einheit: ? Status: geschützt (Naturdenkmal Hülbe westlich Zahnberg) |
| 1458                 | Kerbenhofhülbe (Doline)                                                            | Doline              | Königsbronn Gemarkung Zang                         | 48° 43′ 45,1″ N, 10° 2′ 33,2″ O  |      | Geologische Einheit: ? Status: geschützt (Naturdenkmal Kerbenhofhülbe) |
| 1459                 | Struth-Hülbe (Doline)                                                              | Doline              | Königsbronn Gemarkung Zang                         | 48° 43′ 47″ N, 10° 3′ 38,2″ O    |      | Geologische Einheit: ? Status: geschützt (Naturdenkmal Struth-Hülbe) |
| 1460                 | Feldhülbe (Doline)                                                                 | Doline              | Königsbronn                                        | 48° 42′ 54″ N, 10° 4′ 27,6″ O    |      | Geologische Einheit: ? Status: geschützt (Naturdenkmal Feldhülbe) |
| 1461                 | Tongrube im Heidenheimer Hau                                                       | Aufschluss          | Königsbronn Gemarkung Ochsenberg                   | 48° 44′ 45,5″ N, 10° 9′ 55,6″ O  |      | Geologische Einheit: ? Status: geschützt (Naturdenkmal Tongrube im Heidenheimer Hau) |
| 1462                 | „Neue Hilb“ bei Zang (Doline)                                                      | Doline              | Königsbronn                                        | 48° 43′ 56,3″ N, 10° 4′ 55,6″ O  |      | Geologische Einheit: ? Status: geschützt (Naturdenkmal Neue Hilb bei Zang) |
| 1463                 | Hülben im Heidenheimer Hau (Dolinen)                                               | Dolinen             | Königsbronn Gemarkung Itzelberg                    | 48° 44′ 34,3″ N, 10° 9′ 4,1″ O   |      | Geologische Einheit: ? Status: geschützt (Naturdenkmal Hülben im Heidenheimer Hau) |
| 1464                 | Klosterhülbe (Doline)                                                              | Doline              | Königsbronn                                        | 48° 45′ 17,5″ N, 10° 5′ 9,9″ O   |      | Geologische Einheit: ? Status: geschützt (Naturdenkmal Klosterhülbe) |
| 1465                 | Schnepfenhülbe (Doline)                                                            | Doline              | Königsbronn Gemarkung Ochsenberg                   | 48° 45′ 11,8″ N, 10° 9′ 41,7″ O  |      | Geologische Einheit: ? Status: geschützt (Naturdenkmal Schnepfenhülbe) |
| 1466                 | Anhauser Hilb (Doline)                                                             | Doline              | Königsbronn                                        | 48° 42′ 24,7″ N, 10° 6′ 13,5″ O  |      | Geologische Einheit: ? Status: geschützt (Naturdenkmal Anhauser Hilb) |
| 1467                 | Schuleneshülbe (Doline)                                                            | Doline              | Königsbronn                                        | 48° 42′ 30,4″ N, 10° 5′ 30,2″ O  |      | Geologische Einheit: ? Status: geschützt (Naturdenkmal Große und kleine Schuleneshülbe) |
| 1468                 | Gänsehülbe (Doline)                                                                | Doline              | Königsbronn Gemarkung Zang                         | 48° 43′ 12,3″ N, 10° 5′ 29,3″ O  |      | Geologische Einheit: ? Status: geschützt (Naturdenkmal Gänsehülbe) |
| 1469                 | Felddoline vor der Olga                                                            | Aufschluss          | Königsbronn                                        | 48° 43′ 0,9″ N, 10° 4′ 44,5″ O   |      | Geologische Einheit: ? Status: geschützt (Naturdenkmal Felddoline vor der Olga) |
| 1470                 | Quelle beim Auertaler Hof                                                          | Quelle              | Nattheim                                           | 48° 43′ 21″ N, 10° 19′ 7,5″ O    |      | Geologische Einheit: ? Status: geschützt (Naturdenkmal Quelle beim Auertaler Hof) |
| 1471                 | Quelle Höllbrunnen                                                                 | Quelle              | Nattheim                                           | 48° 43′ 16,1″ N, 10° 17′ 26″ O   |      | Geologische Einheit: ? Status: geschützt (Naturdenkmal Höllbrunnen) |
| 1472                 | Katzenlache (ehem. Bohnerzgrube)                                                   | Aufschluss          | Nattheim                                           | 48° 41′ 56″ N, 10° 17′ 27,5″ O   |      | Geologische Einheit: ? Status: geschützt (Naturdenkmal Katzenlache (wasserführende, ehem. Erzgrube))                                                                                           |
| 1473                 | Brunnen u. Hülbe in Wahlberg (ehem. Bohnerzgrube)                                  | Aufschluss          | Nattheim                                           | 48° 41′ 14,4″ N, 10° 16′ 8,4″ O  |      | Geologische Einheit: ? Status: geschützt (Naturdenkmal Brunnen und Hülbe mit Linde in Wahlberg)                                                                                                |
| 1474                 | Schnepfenberg, ehem. Bohnerzgrube                                                  | Aufschluss          | Nattheim                                           | 48° 43′ 0,7″ N, 10° 16′ 17,7″ O  |      | Geologische Einheit: ? Status: geschützt (Naturdenkmal Ehemalige Bohnerzgrube am Schnepfenberg)                                                                                                |
| 1475                 | Zitterberg, ehem. Bohnerzgrube-1                                                   | Aufschluss          | Nattheim                                           | 48° 42′ 50,5″ N, 10° 15′ 58,4″ O |      | Geologische Einheit: ? Status: geschützt (Naturdenkmal Bohnerzgrube im Laubwald am Zitterberg)                                                                                                 |
| 1476                 | Zitterberg, ehem. Bohnerzgrube-2                                                   | Aufschluss          | Nattheim                                           | 48° 42′ 54,9″ N, 10° 16′ 2,8″ O  |      | Geologische Einheit: ? Status: geschützt (Naturdenkmal Bohnerzgrube im Nadelwald am Zitterberg)                                                                                                |
| 1477                 | Säulache (Doline)                                                                  | Doline              | Niederstotzingen                                   | 48° 33′ 6,3″ N, 10° 13′ 59,6″ O  |      | Geologische Einheit: ? Status: geschützt (Naturdenkmal Säulache (Hülbe)) |
| 1478                 | Hülbe im Gewann Häule (Doline)                                                     | Doline              | Sontheim an der Brenz                              | 48° 34′ 20,4″ N, 10° 15′ 45″ O   |      | Geologische Einheit: ? Status: geschützt (Naturdenkmal Hülbe im Gewann Häule) |
| 1479                 | Alter Steinbruch mit Waldmantel                                                    | Aufschluss          | Sontheim an der Brenz                              | Koordinaten fehlen! Hilf mit.    |      | Geologische Einheit: ? Status: geschützt |
| 1480                 | Weilerhülbe (Doline)                                                               | Doline              | Steinheim am Albuch                                | 48° 41′ 48,5″ N, 10° 1′ 28,1″ O  |      | Geologische Einheit: ? Status: geschützt (Naturdenkmal Weilerhülbe) |
| 1481                 | Felsblöcke im Sontheimer Teich                                                     | Felsformation       | Steinheim am Albuch                                | 48° 40′ 51,1″ N, 10° 2′ 28,5″ O  |      | Geologische Einheit: ? Status: geschützt (Naturdenkmal Felsblöcke im Sontheimer Teich) |
| 1482                 | Kesselhülbe (Doline)                                                               | Doline              | Steinheim am Albuch                                | 48° 41′ 11,3″ N, 10° 4′ 9″ O     |      | Geologische Einheit: ? Status: geschützt (Naturdenkmal Kesselhülbe) |
| 1483                 | Bibersohler Nadelwaldhülbe (Doline)                                                | Doline              | Steinheim am Albuch                                | 48° 43′ 43,8″ N, 10° 0′ 13″ O    |      | Geologische Einheit: ? Status: geschützt (Naturdenkmal Bibersohler Nadelwaldhülbe) |
| 1484                 | Bibersohler Hülben (Dolinen)                                                       | Dolinen             | Steinheim am Albuch                                | 48° 43′ 31,1″ N, 10° 0′ 20,1″ O  |      | Geologische Einheit: ? Status: geschützt (Naturdenkmal Hülben und Linden bei Bibersohl) |
| 1485                 | Küpfendorfer Ortshülbe (Doline)                                                    | Doline              | Steinheim am Albuch                                | 48° 39′ 36,8″ N, 10° 5′ 2″ O     |      | Geologische Einheit: ? Status: geschützt (Naturdenkmal Küpfendorfer Ortshülbe) |
| 1486                 | Klösterlesbrunnen (Quelle)                                                         | Quelle              | Steinheim am Albuch                                | 48° 42′ 32,4″ N, 10° 1′ 1,7″ O   |      | Geologische Einheit: ? Status: geschützt (Naturdenkmal Klösterlesbrunnen) |
| 1487                 | Dorfhülbe Gnannenweiler (Doline)                                                   | Doline              | Steinheim am Albuch                                | 48° 42′ 8,8″ N, 9° 59′ 52,6″ O   |      | Geologische Einheit: ? Status: geschützt (Naturdenkmal Dorfhülbe Gnannenweiler) |
| 1488                 | Hülbe im Höldel (Doline)                                                           | Doline              | Steinheim am Albuch                                | 48° 42′ 44,3″ N, 10° 3′ 35,4″ O  |      | Geologische Einheit: ? Status: geschützt (Naturdenkmal Hülbe am Höldel) |
| 1489                 | Erdfall im Bärenschwang                                                            | Doline              | Steinheim am Albuch                                | 48° 43′ 9,4″ N, 9° 59′ 50″ O     |      | Geologische Einheit: ? Status: geschützt (Naturdenkmal Erdfall im Bärenschwang) |
| 1490                 | Homberghülbe (Doline)                                                              | Doline              | Steinheim am Albuch                                | 48° 42′ 24,9″ N, 10° 1′ 21,7″ O  |      | Geologische Einheit: ? Status: geschützt (Naturdenkmal Homberghülbe) |
| 1491                 | Felgenhof-Hülbe (Doline)                                                           | Doline              | Steinheim am Albuch                                | 48° 43′ 5,4″ N, 10° 1′ 18″ O     |      | Geologische Einheit: ? Status: geschützt (Naturdenkmal Felgenhofhülbe) |
| 1492                 | Tongrube in Rauhbuch                                                               | Aufschluss          | Steinheim am Albuch                                | 48° 41′ 39,4″ N, 10° 6′ 42″ O    |      | Geologische Einheit: ? Status: geschützt (Naturdenkmal Tongrube in Raubuch) |
| 1493                 | Stockhau-Hülbe (Sohlhülbe, Doline)                                                 | Doline              | Steinheim am Albuch                                | 48° 40′ 21,1″ N, 10° 1′ 17,4″ O  |      | Geologische Einheit: ? Status: geschützt (Naturdenkmal Stockhau-Hülbe (Sohl-Hülbe)) |
| 1494                 | Hainbuchenhülbe (Doline)                                                           | Doline              | Steinheim am Albuch                                | 48° 42′ 59,4″ N, 10° 2′ 3,6″ O   |      | Geologische Einheit: ? Status: geschützt (Naturdenkmal Hainbuchenhülbe) |
| 1495                 | Felddoline im Gewann Ausbau                                                        | Doline              | Steinheim am Albuch                                | 48° 41′ 33,8″ N, 9° 59′ 4,8″ O   |      | Geologische Einheit: ? Status: geschützt (Naturdenkmal Felddoline im Gewann Ausbau) |
| 1496                 | Linsenbrunnen                                                                      | Quelle              | Steinheim am Albuch                                | 48° 41′ 22,3″ N, 10° 5′ 19,9″ O  |      | Geologische Einheit: ? Status: geschützt (Naturdenkmal Linsenbrunnen) |
| 1497                 | Aufg. Steinbruch beim Imenhalder Feld E von Fleinheim                              | Aufschluss          | Dischingen                                         | 48° 42′ 20″ N, 10° 19′ 51,7″ O   |      | Geologische Einheit: Massenkalk-Formation |
| 1498                 | Aufschluss im Gewann „Hinter dem Galgen“ NE von Dischingen                         | Aufschluss          | Dischingen                                         | 48° 42′ 23,5″ N, 10° 21′ 52,1″ O |      | Geologische Einheit: Massenkalk-Formation |
| 1499                 | Aufg. Steinbruch am Hollberg ENE von Dischingen                                    | Aufschluss          | Dischingen                                         | 48° 42′ 16,6″ N, 10° 22′ 50,6″ O |      | Geologische Einheit: Bunte Brekzie |
| 1500                 | Aufg. Steinbruch SW von Dischingen                                                 | Aufschluss          | Dischingen                                         | 48° 41′ 43,4″ N, 10° 21′ 20,2″ O |      | Geologische Einheit: Bunte Brekzie |
| 1501                 | Buchbrunnenquelle S von Dischingen                                                 | Quelle              | Dischingen                                         | 48° 40′ 46″ N, 10° 21′ 57,3″ O   |      | Geologische Einheit: Massenkalk-Formation |
| 1502                 | Aufg. Steinbruch/Kiesgrube 500 m E von Iggenhausen                                 | Aufschluss          | Dischingen Gemarkung Frickingen                    | 48° 43′ 29,8″ N, 10° 22′ 45,7″ O |      | Geologische Einheit: Bunte Brekzie |
| 1503                 | Aufg. Sandgrube SE von Dettingen                                                   | Aufschluss          | Gerstetten Gemarkung Dettingen                     | 48° 34′ 51,7″ N, 10° 8′ 40,7″ O  |      | Geologische Einheit: Obere Meeresmolasse |
| 1504                 | Aufg. Sandgrube SSE von Dettingen                                                  | Aufschluss          | Gerstetten Gemarkung Dettingen                     | 48° 35′ 10,4″ N, 10° 8′ 15,2″ O  |      | Geologische Einheit: Obere Meeresmolasse |
| 1505                 | Ziegelei Höfle ca. 1500 m SSE von Dettingen im Albuch                              | Aufschluss          | Gerstetten Gemarkung Dettingen                     | 48° 35′ 22,9″ N, 10° 8′ 0,4″ O   |      | Geologische Einheit: Obere Meeresmolasse |
| 1506                 | Ziegeleigruben ca. 2000 m S von Dettingen im Albuch                                | Aufschluss          | Gerstetten Gemarkung Dettingen                     | 48° 35′ 23,5″ N, 10° 8′ 0,9″ O   |      | Geologische Einheit: Obere Meeresmolasse |
| 1507                 | Schottergrube am westl. Hohberg E von Heuchstetten                                 | Aufschluss          | Gerstetten                                         | 48° 38′ 35,4″ N, 10° 0′ 38,7″ O  |      | Geologische Einheit: Weißjuraschotter |
| 1508                 | Aufschluss im Gewann Stockmähder ca. 2500 m WSW von Oggenhausen                    | Aufschluss          | Giengen an der Brenz                               | 48° 39′ 44,5″ N, 10° 12′ 44,8″ O |      | Geologische Einheit: Obere Süßwassermolasse |
| 1509                 | Höllhöhle am Schießberg bei Giengen an der Brenz                                   | Höhle               | Giengen an der Brenz                               | 48° 37′ 53,7″ N, 10° 14′ 47,2″ O |      | Geologische Einheit: Obere Felsenkalk-Formation |
| 1510                 | Aufg. Steinbruch im Badhäule ENE von Grosskuchen                                   | Aufschluss          | Heidenheim an der Brenz Gemarkung Grosskuchen      | 48° 45′ 26,6″ N, 10° 15′ 18,5″ O |      | Geologische Einheit: Zementmergel-Formation |
| 1511                 | Steinbruch Vollmer im Hirntal ca. 500 m SW von Großkuchen                          | Aufschluss          | Heidenheim an der Brenz Gemarkung Grosskuchen      | 48° 44′ 56,4″ N, 10° 13′ 27,1″ O |      | Geologische Einheit: Kalkalgenriff |
| 1512                 | Aufg. Steinbruch im Kuchener Tal ca. 2000 m N von Steinweiler                      | Aufschluss          | Heidenheim an der Brenz Gemarkung Grosskuchen      | 48° 45′ 1,2″ N, 10° 16′ 3,8″ O   |      | Geologische Einheit: Massenkalk-Formation |
| 1513                 | Aufg. Steinbruchgelände auf der Hirschhalde W von Heidenheim-Schnaitheim           | Aufschluss          | Heidenheim an der Brenz Gemarkung Grosskuchen      | 48° 42′ 33,5″ N, 10° 9′ 1,9″ O   |      | Geologische Einheit: Brenztal-Trümmerkalk |
| 1514                 | Aufg. Steinbruch am südl. Rinderberg SSW von Nattheim                              | Aufschluss          | Heidenheim an der Brenz                            | 48° 41′ 5,7″ N, 10° 13′ 48,9″ O  |      | Geologische Einheit: Massenkalk-Formation |
| 1515                 | Steinbruch ca. 1000 m N von Heidenheim-Aufhausen an der B 19                       | Aufschluss          | Heidenheim an der Brenz Gemarkung Grosskuchen      | 48° 43′ 36,3″ N, 10° 9′ 34,7″ O  |      | Geologische Einheit: Massenkalk-Formation |
| 1516                 | Steinbruch Kraft im Waibertal an der Straße Itzelberg-Großkuchen                   | Aufschluss          | Heidenheim an der Brenz                            | 48° 44′ 17,2″ N, 10° 10′ 25″ O   |      | Geologische Einheit: Massenkalk-Formation |
| 1517                 | Pflusterbach am südl. Talhang gegenüber Firma Voith in Heidenheim                  | Quelle              | Heidenheim an der Brenz                            | 48° 39′ 47,5″ N, 10° 9′ 25″ O    |      | Geologische Einheit: Massenkalk-Formation |
| 1518                 | Aufg. Steinbruch E von Heidenheim am S-Hang der Bläßhalde                          | Aufschluss          | Heidenheim an der Brenz                            | 48° 41′ 54,6″ N, 10° 12′ 13,2″ O |      | Geologische Einheit: Massenkalk-Formation |
| 1519                 | Aufg. Steinbruch an der Nattheimer Straße ca. 1500 m N von Heidenheim an der Brenz | Aufschluss          | Heidenheim an der Brenz                            | 48° 41′ 26,5″ N, 10° 10′ 4,4″ O  |      | Geologische Einheit: Zementmergel-Formation |
| 1520                 | Bambergerhöhle NW der Lonebrücke an der Straße Bissingen-Stetten                   | Höhle               | Herbrechtingen Gemarkung Bissingen                 | 48° 33′ 40,4″ N, 10° 11′ 33,2″ O |      | Geologische Einheit: Massenkalk-Formation |
| 1521                 | Aufg. Steinbruch SE Hermaringen                                                    | Aufschluss          | Hermaringen                                        | 48° 35′ 31,1″ N, 10° 16′ 32,5″ O |      | Geologische Einheit: Massenkalk-Formation |
| 1522                 | Benzenbergabri ca. 100 m E der Filzfabrik Gerschweiler, Giengen                    | Höhle               | Hermaringen                                        | 48° 36′ 42,3″ N, 10° 15′ 10,3″ O |      | Geologische Einheit: Hangende Bankkalk-Formation |
| 1523                 | Aufg. Steinbruch und Höhle ca. 300 m SE der Filzfabrik Gerschweiler, Giengen       | Aufschluss Höhle    | Hermaringen                                        | 48° 36′ 37,7″ N, 10° 14′ 47,3″ O |      | Geologische Einheit: Hangende Bankkalk-Formation |
| 1524                 | Aufg. Steinbruch am Fuß der Eichhalde E von Königsbronn                            | Aufschluss          | Königsbronn Gemarkung Itzelberg                    | 48° 44′ 16,1″ N, 10° 7′ 59,6″ O  |      | Geologische Einheit: Untere Felsenkalk-Formation Obere Felsenkalk-Formation |
| 1525                 | Aufg. Steinbruch am Pulverturm N Königsbronn                                       | Aufschluss          | Königsbronn                                        | 48° 45′ 33,1″ N, 10° 6′ 18,5″ O  |      | Geologische Einheit: Untere Felsenkalk-Formation |
| 1526                 | Aufg. Sandgrube auf der Hohen Warte ca. 1000 m N von Königsbronn                   | Aufschluss          | Königsbronn                                        | 48° 44′ 57,5″ N, 10° 6′ 22,7″ O  |      | Geologische Einheit: Massenkalk-Formation |
| 1527                 | Quelle Leeraus am östl. Ortsrand von Königsbronn                                   | Quelle              | Königsbronn                                        | 48° 44′ 33,8″ N, 10° 7′ 5,7″ O   |      | Geologische Einheit: ? |
| 1528                 | Aufg. Steinbruch NNW von Zang                                                      | Aufschluss          | Königsbronn Gemarkung Zang                         | 48° 44′ 48,6″ N, 10° 3′ 41,9″ O  |      | Geologische Einheit: Kieselkalk |
| 1529                 | Wegböschung am Fahrweg zum Höllbuck 200 m W von Auernheim                          | Aufschluss          | Nattheim Gemarkung Auernheim                       | 48° 43′ 50,8″ N, 10° 17′ 13″ O   |      | Geologische Einheit: Massenkalk-Formation |
| 1530                 | Hülbe (Doline) im Binsenhäule zwischen Nattheim und Wahlberg                       | Doline              | Nattheim                                           | 48° 41′ 31,1″ N, 10° 15′ 36,6″ O |      | Geologische Einheit: ? |
| 1531                 | Wolfskehle ca. 2000 m W von Nattheim                                               | Höhle               | Nattheim                                           | 48° 41′ 59,8″ N, 10° 13′ 1,8″ O  |      | Geologische Einheit: Hangende Bankkalk-Formation |
| 1532                 | Steinbruch im Lindletal 1000 m W von Nattheim                                      | Aufschluss          | Nattheim                                           | 48° 42′ 14,4″ N, 10° 13′ 45,2″ O |      | Geologische Einheit: Massenkalk-Formation |
| 1533                 | Aufg. Steinbruch am Fahrweg zum südöstl. Riederberg ca. 700 m SW von Nattheim      | Aufschluss          | Nattheim                                           | 48° 41′ 7,4″ N, 10° 13′ 41,1″ O  |      | Geologische Einheit: Korallenkalk |
| 1534                 | Aufg. Steinbruch am Hungerberg ESE von Asselfingen                                 | Aufschluss          | Niederstotzingen                                   | 48° 31′ 11,8″ N, 10° 13′ 0,8″ O  |      | Geologische Einheit: Zementmergel-Formation |
| 1535                 | Aufg. Steinbruch N der Bahnlinie SW von Niederstotzingen                           | Aufschluss          | Niederstotzingen                                   | 48° 31′ 20,7″ N, 10° 13′ 17,1″ O |      | Geologische Einheit: Zementmergel-Formation |
| 1536                 | Aufg. Steinbruch am Hochberg E von Niederstotzingen                                | Aufschluss          | Sontheim an der Brenz                              | 48° 32′ 33,5″ N, 10° 15′ 50″ O   |      | Geologische Einheit: Schwammrasenkalk |
| 1537                 | Steinbruch Wagner N der B 466 ca. 1500 m östl. von Söhnstetten                     | Aufschluss          | Steinheim am Albuch Gemarkung Söhnstetten          | 48° 40′ 17,3″ N, 10° 0′ 47,6″ O  |      | Geologische Einheit: Massenkalk-Formation |
| 1538                 | Felsen im unteren Wental NE von Gnannenweiler                                      | Felsformation       | Steinheim am Albuch                                | 48° 43′ 28,8″ N, 9° 59′ 50,2″ O  |      | Geologische Einheit: Massenkalk-Formation |
| 1539                 | Felsgruppe und Höhle „Steinhüttle“ im Wental ca. 1800 m NW von Gnannenweiler       | Felsformation Höhle | Steinheim am Albuch                                | 48° 42′ 49,3″ N, 10° 1′ 5,3″ O   |      | Geologische Einheit: Massenkalk-Formation |
| 1541                 | Pharionsche Grube am W-Hang des Zentralhügels S von Steinheim am Albuch            | Aufschluss          | Steinheim am Albuch                                | 48° 41′ 13,7″ N, 10° 3′ 36,4″ O  |      | Geologische Einheit: Steinheimer Schneckensand |
| 1542                 | Wegeinschnitt am nördl. Galgenberg E von Steinheim am Albuch                       | Aufschluss          | Steinheim am Albuch                                | 48° 41′ 29,2″ N, 10° 4′ 52″ O    |      | Geologische Einheit: Brekziertes Gestein der Liegenden Bankkalk-Formation |
| 1543                 | Knillberg-Südosthang SE von Steinheim am Albuch                                    | Aufschluss          | Steinheim am Albuch                                | 48° 40′ 43,5″ N, 10° 4′ 55,9″ O  |      | Geologische Einheit: Riestrümmermassen |
| 1544                 | Aufg. Steinbruch an der Straße Bartholomä-Steinheim im Wental                      | Aufschluss          | Steinheim am Albuch                                | 48° 43′ 36,8″ N, 10° 1′ 18″ O    |      | Geologische Einheit: Weißjurakieselkalke |
| 1545                 | Aufschlüsse am Knillberg-NW-Hang östl. von Sontheim im Albuch                      | Aufschluss          | Steinheim am Albuch                                | 48° 40′ 50,6″ N, 10° 5′ 0″ O     |      | Geologische Einheit: Riestrümmermassen |